# Jurij Korenjak
Jurij Korenjak es un deportista esloveno que compitió en piragüismo en la modalidad de eslalon. Ganó una medalla de bronce en el Campeonato Mundial de Piragüismo en Eslalon de 2002, en la prueba de C1 por equipos.

## Palmarés internacional
| Campeonato Mundial | Campeonato Mundial            | Campeonato Mundial | Campeonato Mundial |
| Año                | Lugar                         | Medalla            | Competición        |
| ------------------ | ----------------------------- | ------------------ | ------------------ |
| 2002               | Bourg-Saint-Maurice (Francia) | Medalla de bronce  | C1 por equipos     |